# Lambert von Fisenne
Lambert von Fisenne (* 5. August 1852 in Geilenkirchen; † 8. Dezember 1903 in Recklinghausen; vollständiger Name: Lambert Heinrich Hubert Joseph Maria Freiherr von Fisenne) war ein deutscher Architekt und Autor.

## Leben
Lambert Freiherr von Fisenne stammte als zehntes von zwölf Kindern aus der briefadeligen und wohlhabenden rheinisch-wallonischen Familie von Fisenne und war Sohn des Steuereinnehmers und Stammvater des Geilenkirchener Nebenzweiges August Joseph von Fisenne. Von 1871 bis 1875 studierte er an der Technischen Hochschule Aachen und war dort Gründungsmitglied der katholischen Studentenverbindung K.St.V. Carolingia Aachen im KV.
Nach Abschluss seines Studiums bildete er sich in Gent/Belgien bei dem Architekten Auguste van Assche und als Mitglied der St. Thomas- und St. Lukasgilde fort. In Gent lernte er auch seine erste Frau kennen. Nach seiner Heirat 1884 bezog das junge Paar das elterliche Haus in Meerssen bei Maastricht. Zwei Jahre nach dem frühen Tode seiner Frau 1891 zog er nach Gelsenkirchen, wo sein Bruder Albert Franz Baurat war, und heiratete 1893 in zweiter Ehe Maria Pieper aus Gelsenkirchen. 1896 eröffnete er zusätzlich ein Baubüro in Koblenz mit einem Schwerpunkt auf kirchlichen Bauten. Im Jahre 1900 stieg der Architekt Leopold Schweitzer (1871–1937) als Juniorpartner ein, nachdem er als Regierungsbaumeister (Assessor im öffentlichen Bauwesen) aus dem Staatsdienst ausgeschieden war.
Fisenne, der sowohl im Deutschen wie im Französischen zu Hause war, sah das Rhein-Maasgebiet als eine kulturelle Einheit an. Er baute in diesem Gebiet die Mehrzahl seiner über 50 Kirchen, Klöster und Kapellen. Er restaurierte und erweiterte romanische und gotische Kirchen und einige Schlösser. Dabei verwandte er nach Möglichkeit örtliche Baumaterialien. Zu seinen bekanntesten Profanbauten gehört die zusammen mit dem Architekten Ehrhard Müller entworfene Koblenzer Festhalle in Neobarock (1944 zerstört).

## Werk (unvollständig)

### Bauten

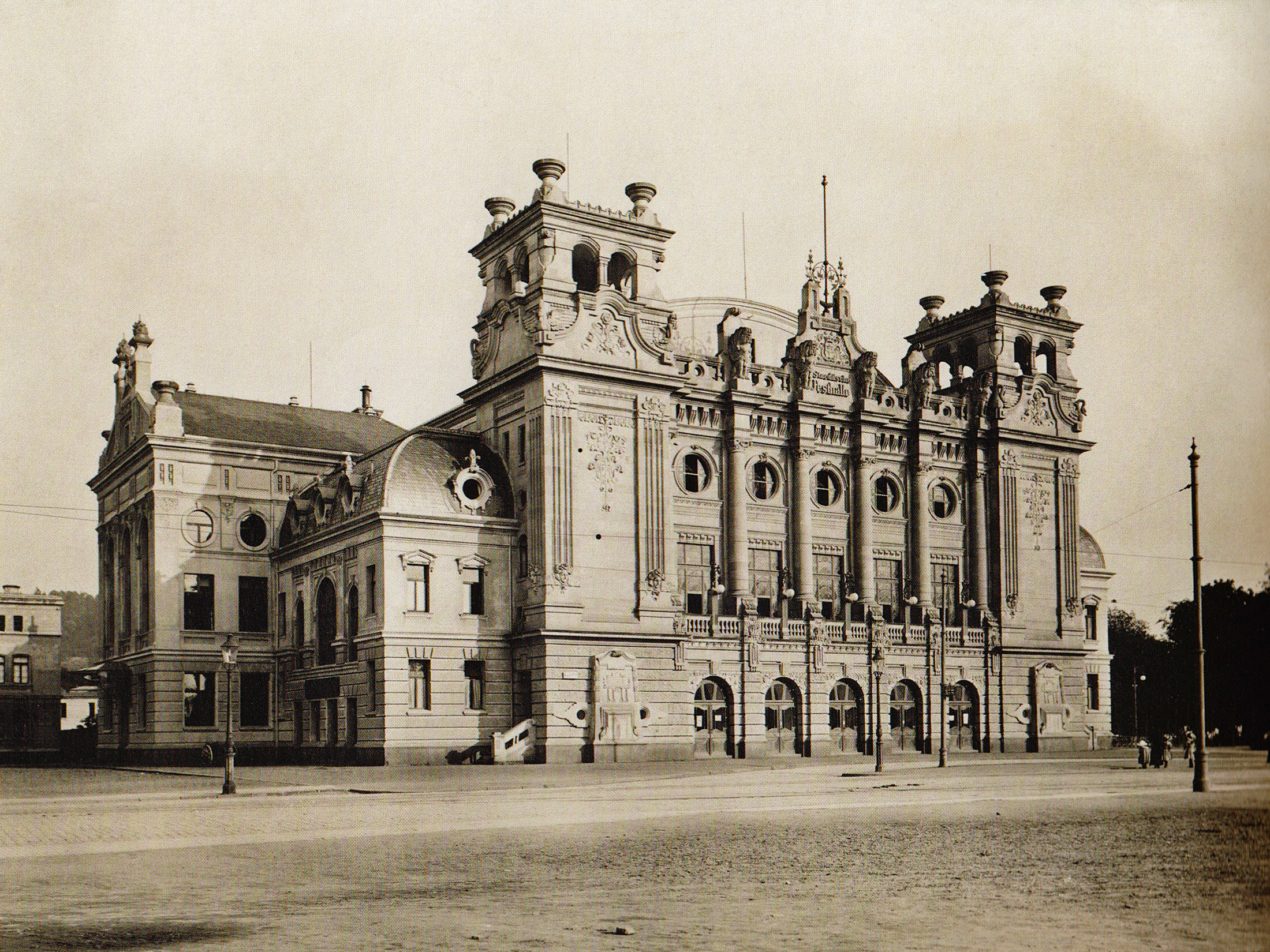
Städtische Festhalle in Koblenz (1903)

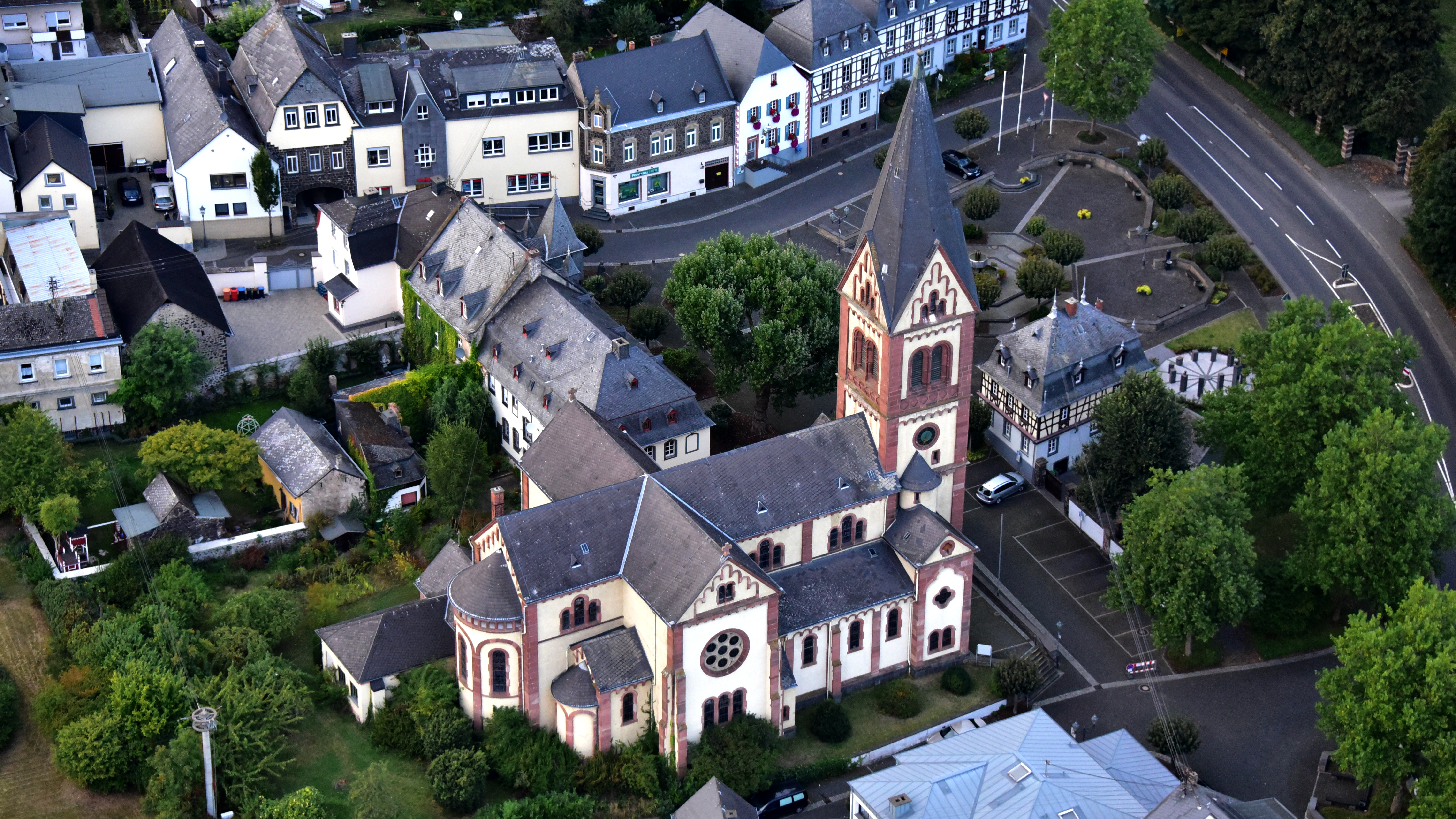
St. Martin in Bassenheim (Schrägluftbild 2016)

- 1883–1886: katholische Pfarrkirche St. Lambertus in Waldfeucht, Restaurierung
- 1883–1890: Kloster und Klosterkirche des Franziskanerinnenklosters in Valkenburg aan den Geul, Niederlande[1]
- 1885–1891: Restaurierung und Umbau der katholischen Abteikirche St. Amelberga in Susteren, Niederlande (zusammen mit Pierre Cuypers)
- 1885–1895: katholische Pfarrkirche St. Lambertus in Randerath, im 2. Weltkrieg zerstört
- 1887–1889: Pfarrkirche St. Josef in Bocket[2]
- 1888–1893: katholische Pfarrkirche Sint Martinuskerk in Beek, Niederlande
- 1890: ehem. Kollegiatstift St. Castor, Karden an der Mosel, Instandsetzung der Stiftsgebäude, 1897/95 erfolgte die Instandsetzung des Kreuzgangsüdflügels
- 1892–1894: katholische Pfarrkirche St. Laurentius in Sien an der Nahe
- 1892–1895: katholische Pfarrkirche St. Mariä Himmelfahrt in Scherpenseel[3]
- 1893–1895: katholische Pfarrkirche St. Michael in Reifferscheid
- 1893–1898: Bauleitung der katholischen Pfarrkirche Mariae Himmelfahrt in Gelsenkirchen-Rotthausen, deren Architekt Arnold Güldenpfennig war.
- 1894–1895: Erweiterungsbau (Querschiff) der katholischen Pfarrkirche St. Kunibert in Hönningen (Ahr) (unter Denkmalschutz)
- 1894–1895: katholische Pfarrkirche St. Marien in Lügde
- 1894–1896: katholische Pfarrkirche Liebfrauen (Mariä Unbefleckte Empfängnis) in Gelsenkirchen-Neustadt[4]
- 1894–1896: katholische Pfarrkirche St. Joseph in Gelsenkirchen-Ückendorf[5]
- 1895–1896: Kirche und Pfarrhaus Herz-Mariä in Günnigfeld, die 1911 wegen gravierender Bergbauschäden aufgegeben und abgerissen wurde. Ein Neubau erfolgte anschließend durch Josef Franke.[6]
- 1895–1896: katholische Pfarrkirche St. Christophorus in Ostinghausen
- 1895–1898: katholische Pfarrkirche St. Johannes Baptist in Schwaney (Kreis Paderborn)
- 1895–1896: katholische Pfarrkirche St. Barbara in Dorstfeld
- 1895–1897: katholische Pfarrkirche St. Servatius in Lichtenborn
- 1895–1900: katholische Herz-Jesu-Kirche in Burgaltendorf
- 1896: Erweiterung der katholischen Pfarrkirche St. Nikolai in Höxter
- 1896: katholische Kirche St. Valerius in Wanderath
- 1896–1897: katholische Pfarrkirche St. Vinzenz in Illerich
- 1896–1897: katholische Pfarrkirche St. Martin in Weierbach bei Idar-Oberstein
- 1897–1898: Erweiterung der katholischen Pfarrkirche Mariä Himmelfahrt in Quierschied
- 1897: katholische Kirche St. Antonius in Mandel
- 1897: katholische Pfarrkirche St. Martin in Weierbach
- 1897–1898: Türme und Fassade der Pfarrkirche St. Nikolaus in Eupen
- 1897–1898: katholische Pfarrkirche Mariä Himmelfahrt in Humes
- 1897–1898: katholische Pfarrkirche Mariä Himmelfahrt in Quierschied, Erweiterung
- 1897–1900: katholische Pfarrkirche Herz Jesu und Pfarrhaus in Landsweiler-Reden
- 1898: katholische Kirche St. Martin in Holzweiler bei Grafschaft
- 1898–1901: katholische Pfarrkirche St. Blasius in Körbecke (Borgentreich)
- 1899: katholische Pfarrkirche St. Peter und Paul in Gemünden (Hunsrück)
- 1899: katholische Kirche St. Pankratius in Kaisersesch
- 1899–1900: katholische Pfarrkirche St. Laurentius in Masburg
- 1899–1900: katholische Kirche St. Martin in Bassenheim
- 1899–1902: katholische Pfarrkirche St. Aegidius in Bad Salzig
- 1900: Herz-Jesu-Kirche in Lippling
- 1900–1901: katholische Filialkirche St. Anna in Eulgem
- 1901–1902: katholische Pfarrkirche 
St. Peter in Ketten in Irrhausen
- 1901–1904: katholische Pfarrkirche St. Servatius in Kaltenborn, Instandsetzung des romanischen Turmes
- 1901–1903: katholische Kirche St. Ida in Herzfeld
- 1901: Städtische Festhalle in Koblenz (gemeinsam mit Ehrhard Müller; 1944 kriegszerstört)
- 1903–1904: Langhaus der katholischen Pfarrkirche St. Laurentius in Dockweiler

### Schriften
- Das Sakramentshäuschen der Kirche von Meerssen. Aachen 1880 (online)
- Kunstdenkmale des Mittelalters aufgenommen und gezeichnet von L. von Fisenne. L’Art monumental du moyen âge, recueil de monuments levés et dessinés par L. von Fisenne.
  - Band 1. Verlag R. Barth, Aachen 1880.
  - Band 2. Verlag Cremer, Aachen 1882.
  - Band 3. Verlag Cremer, Aachen 1888.
- Zweischiffige Kirchen. In: Zeitschrift für christliche Kunst. 6, 1893, S. 162–171; 13, 1900, S. 243–252.
- Die Marienkirche in Volkmarsen. Nebst Beiträgen von J. Block zur Geschichte der Stadt und benachbarter Orte. Schwann, Düsseldorf 1903.